# MTV Video Music Awards 2023
Die MTV Video Music Awards 2023 wurden am 12. September 2023 im Prudential Center, Newark, New Jersey verliehen.
Taylor Swift war mit elf Mal am häufigsten nominiert und erhielt die meisten Auszeichnungen (9).

## Auftritte

### Preshow
Vor der eigentlichen Verleihung gab es eine Pre-Show, bei der folgende Künstler auftraten:
| Künstler          | Lieder                                                     |
| ----------------- | ---------------------------------------------------------- |
| NLE Choppa        | Ain't Gonna Answer It's Getting Hot Hot in Herre mit Nelly |
| Sabrina Carpenter | Feather Nonsense                                           |

### Hauptshow
| Künstler                                                                                 | Lieder |
| ---------------------------------------------------------------------------------------- | --- |
| Lil Wayne                                                                                | Uproar Kat Food |
| Olivia Rodrigo                                                                           | Vampire Get Him Back! |
| Cardi B Megan Thee Stallion                                                              | Bongos |
| Demi Lovato                                                                              | Heart Attack (Rock Version) Sorry Not Sorry (Rock Version) Cool for the Summer (Rock Version)                                                     |
| Anitta                                                                                   | Used to Be Funk Rave Casi Casi Grip |
| Doja Cat                                                                                 | Attention Paint the Town Red Demons |
| Shakira                                                                                  | Video Vanguard Medley She Wolf Te Felicito TQG Objection (Tango) Ojos Así Whenever, Wherever Hips Don’t Lie Shakira: Bzrp Music Sessions, Vol. 53 |
| Nicki Minaj                                                                              | Last Time I Saw You Big Difference |
| Karol G                                                                                  | Oki Doki Tá OK (Remix) |
| Diddy (feat. Yung Miami and Keyshia Cole)                                                | Global Icon Medley I’ll Be Missing You Bad Boy for Life Gotta Move On I Need a Girl (Part Two) Last Night                                         |
| Peso Pluma                                                                               | Lady Gaga |
| Stray Kids                                                                               | S-Class |
| Metro Boomin Swae Lee Nav Future A Boogie wit da Hoodie                                  | Superhero (Heroes & Villains) Calling |
| Fall Out Boy                                                                             | We Didn’t Start the Fire |
| Tomorrow X Together Anitta                                                               | Back for More |
| Måneskin                                                                                 | Honey (Are U Coming?) |
| Kelsea Ballerini                                                                         | Penthouse |
| DMC Doug E. Fresh Grandmaster Flash and the Furious Five Lil Wayne LL Cool J Nicki Minaj | Hip Hop 50th Anniversary Medley The Message The Show Itty Bitty Piggy Red Ruby da Sleeze I’m Bad Mama Said Knock You Out Rock Box Walk This Way   |

#### Extended Play Stage
Nach der Hauptshow fanden folgende Auftritte statt:
| Künstler    | Lieder                |
| ----------- | --------------------- |
| Kaliii      | Area Codes K Toven    |
| Reneé Rapp  | Too Well Pretty Girls |
| The Warning | More Evolve           |

## Nominierungen und Gewinner
Die ersten Nominierungen wurden am 8. August 2023 verkündet. Weitere Nominierungen wurden am 1. September verkündet.
| Video of the Year | Song of the Year |
| --- | --- |
| - Taylor Swift – Anti-Hero - Doja Cat – Attention - Miley Cyrus – Flowers - Nicki Minaj – Super Freaky Girl - Olivia Rodrigo – Vampire - Sam Smith and Kim Petras – Unholy - SZA – Kill Bill | - Taylor Swift – Anti-Hero - Miley Cyrus – Flowers - Olivia Rodrigo – Vampire - Rema and Selena Gomez – Calm Down - Sam Smith and Kim Petras – Unholy - Steve Lacy – Bad Habit - SZA – Kill Bill |
| Artist of the Year | Best New Artist |
| - Taylor Swift - Beyoncé - Doja Cat - Karol G - Nicki Minaj - Shakira | - Ice Spice - GloRilla - Kaliii - Peso Pluma - PinkPantheress - Reneé Rapp |
| Push Performance of the Year | Best Collaboration |
| - Tomorrow X Together – Sugar Rush Ride - Saucy Santana – Booty - Stephen Sanchez – Until I Found You - Jvke – Golden Hour - Flo Milli – Conceited - Reneé Rapp – Colorado - Sam Ryder – All the Way Over - Armani White – Goated - Fletcher – Becky's So Hot - Ice Spice – Princess Diana - Flo – Losing You - Lauren Spencer-Smith – That Part | - Karol G and Shakira – TQG - David Guetta and Bebe Rexha – I'm Good (Blue) - Post Malone and Doja Cat – I Like You (A Happier Song) - Diddy (featuring Bryson Tiller, Ashanti and Yung Miami) – Gotta Move On - Metro Boomin (featuring the Weeknd, 21 Savage, and Diddy) – Creepin' (Remix) - Rema and Selena Gomez – Calm Down |
| Best Pop | Best Hip Hop |
| - Taylor Swift – Anti-Hero - Demi Lovato – Swine - Dua Lipa – Dance the Night - Ed Sheeran – Eyes Closed - Miley Cyrus – Flowers - Olivia Rodrigo – Vampire - Pink – Trustfall | - Nicki Minaj – Super Freaky Girl - Diddy (featuring Bryson Tiller, Ashanti and Yung Miami) – Gotta Move On - DJ Khaled (featuring Drake and Lil Baby) – Staying Alive - GloRilla and Cardi B – Tomorrow 2 - Lil Uzi Vert – Just Wanna Rock - Lil Wayne (featuring Swizz Beatz & DMX) – Kant Nobody - Metro Boomin (featuring Future) – Superhero (Heroes & Villains) |
| Best R&B | Best K-Pop |
| - SZA – Shirt - Alicia Keys (featuring Lucky Daye) – Stay - Chlöe and Chris Brown – How Does It Feel - Metro Boomin (featuring the Weeknd, 21 Savage and Diddy) – Creepin' (Remix) - Toosii – Favorite Song - Yung Bleu and Nicki Minaj – Love in the Way | - Stray Kids – S-Class - Aespa – Girls - Blackpink – Pink Venom - Fifty Fifty – Cupid - Seventeen – Super - Tomorrow X Together – Sugar Rush Ride |
| Best Latin | Best Rock |
| - Anitta – Funk Rave - Bad Bunny – Where She Goes - Eslabon Armado and Peso Pluma – Ella Baila Sola - Grupo Frontera and Bad Bunny – Un x100to - Karol G and Shakira – TQG - Rosalía – Despechá - Shakira – Acróstico | - Måneskin – The Loneliest - Foo Fighters – The Teacher - Linkin Park – Lost - Red Hot Chili Peppers – Tippa My Tongue - Metallica – Lux Æterna - Muse – You Make Me Feel Like It's Halloween |
| Best Alternative | Best Afrobeats |
| - Lana Del Rey (featuring Jon Batiste) – Candy Necklace - Blink-182 – Edging - Boygenius – The Film - Fall Out Boy – Hold Me Like a Grudge - Paramore – This Is Why - Thirty Seconds to Mars – Stuck | - Rema and Selena Gomez – Calm Down - Ayra Starr – Rush - Burna Boy – It's Plenty - Davido (featuring Musa Keys) – Unavailable - Fireboy DML and Asake – Bandana - Libianca – People - Wizkid (featuring Ayra Starr) – 2 Sugar |
| Video for Good | Show of the Summer |
| - Dove Cameron – Breakfast - Alicia Keys – If I Ain’t Got You (orchestral) - Bad Bunny – El Apagón – Aquí Vive Gente - Demi Lovato – Swine - Imagine Dragons – Crushed - Maluma – La Reina | - Taylor Swift - Beyoncé - Blackpink - Drake - Ed Sheeran - Karol G |
| Best Direction | Best Art Direction |
| - Taylor Swift – Anti-Hero (Regie: Taylor Swift) - Doja Cat – Attention (Regie: Tanu Muiño) - Drake – Falling Back (Regie: Director X) - Kendrick Lamar – Count Me Out (Regie: Dave Free and Kendrick Lamar) - Megan Thee Stallion – Her (Regie: Colin Tilley) - Sam Smith and Kim Petras – Unholy (Regie: Floria Sigismondi) - SZA – Kill Bill (Regie: Christian Breslauer) | - Doja Cat – Attention (Art Director: Spencer Graves) - Boygenius – The Film (Art Director: Jen Dunlap) - Blackpink – Pink Venom (Art Director: Seo Hyun Seung) - Lana Del Rey (featuring Jon Batiste) – Candy Necklace (Art Director: Brandon Mendez) - Megan Thee Stallion – Her (Art Director: Wes Dogan) - SZA – Shirt (Art Director: Kate Bunch) |
| Best Choreography | Best Cinematography |
| - Blackpink – Pink Venom (Choreographers: Kiel Tutin, Sienna Lalau, Lee Jung and Taryn Cheng) - Dua Lipa – Dance the Night (Choreographer: Charm La'Donna) - Jonas Brothers – Waffle House (Choreographer: Jerry Reeve) - Megan Thee Stallion – Her (Choreographer: Sean Bankhead) - Panic! at the Disco – Middle of a Breakup (Choreographer: Monika Felice Smith) - Sam Smith and Kim Petras – Unholy (Choreographers: (LA)HORDE – Marine Brutti, Jonathan Debrouwer and Arthur Harel) | - Taylor Swift – Anti-Hero (Kamera: Rina Yang) - Adele – I Drink Wine (Kamera: Adam Newport-Berra) - Ed Sheeran – Eyes Closed (Kamera: Natasha Braier) - Janelle Monáe – Lipstick Lover (Kamera: Allison Anderson) - Kendrick Lamar – Count Me Out (Kamera: Adam Newport-Berra) - Miley Cyrus – Flowers (Kamera: Marcell Rév) - Olivia Rodrigo – Vampire (Kamera: Russ Fraser) |
| Best Editing | Best Visual Effects |
| - Olivia Rodrigo – Vampire (Schnitt: Sofia Kerpan and David Checel) - Blackpink – Pink Venom (Schnitt: Seo Hyun Seung) - Kendrick Lamar – Rich Spirit (Schnitt: Grason Caldwell) - Miley Cyrus – River (Schnitt: Brandan Walter) - SZA – Kill Bill (Schnitt: Luis Caraza Peimbert) - Taylor Swift – Anti-Hero (Schnitt: Chancler Haynes) | - Taylor Swift – Anti-Hero (Visual Effects: Parliament) - Fall Out Boy – Love from the Other Side (Visual Effects: Thomas Bailey and Josh Shaffner) - Harry Styles – Music for a Sushi Restaurant (Visual Effects: Chelsea Delfino and Black Kite Studios) - Melanie Martinez – Void (Visual Effects: Carbon) - Nicki Minaj – Super Freaky Girl (Visual Effects: CameoFX) - Sam Smith and Kim Petras – Unholy (Visual Effects: Max Colt and FRENDER) |
| Group of the Year | Song of Summer |
| - Blackpink - Fifty Fifty - Flow - Jonas Brothers - Måneskin - NewJeans - Seventeen - Tomorrow X Together | - Jungkook (featuring Latto) – Seven - Beyoncé – Cuff It - Billie Eilish – What Was I Made For? - Doja Cat – Paint the Town Red - Doechii (featuring Kodak Black) – What It Is (Block Boy) - Dua Lipa – Dance the Night - Fifty Fifty – Cupid - Gunna – Fukumean - Nicki Minaj & Ice Spice with Aqua – Barbie World - Olivia Rodrigo – Vampire - SZA – Kill Bill - Taylor Swift (featuring Ice Spice) – Karma - Tomorrow X Together and Jonas Brothers – Do It Like That - Luke Combs – Fast Car - Troye Sivan – Rush - Yng Lvcas & Peso Pluma – La Bebe |
| Album of the Year | |
| - Taylor Swift – Midnights - Beyoncé – Renaissance - Drake and 21 Savage – Her Loss - Metro Boomin – Heroes & Villains - Miley Cyrus – Endless Summer Vacation - SZA – SOS | |
| Michael Jackson Video Vanguard Award | |
| Shakira | |
| Global Icon Award | |
| Diddy | |